# Aprendizagem intercultural

## Aprendizagem Intercultural
Segundo as Organizações Internacionais envolvidas nesta área do fenômeno intercultural, a expressão Aprendizagem Intercultural significa:
“Uma nova situação de aprendizagem na qual os intervenientes são ajudados a encarar as diferenças que os separam como fontes de onde podem obter uma maior consciência deles próprios e não como desvios das normas estabelecidas; uma situação onde cada cultura é explicada no contexto das outras através de um processo que estimula a introspecção, a curiosidade pelos outros e a compreensão da interacção entre ambas. Trata-se de um processo que deve envolver os intervenientes tanto intelectual como emocionalmente.”
A compreensão da maneira como nos posicionamos perante determinadas situações ajuda-nos a compreender a nossa reacção a circunstâncias que nos são culturalmente pouco familiares.

## Organizações envolvidas na área da Aprendizagem Intercultural
- ABIC - Associação Brasileira de Intercâmbio Cultural
- AFS Intercultura Brasil
- AFS Intercultural Programs
- Intercultura-AFS Portugal
- AJUDE - Associação Juvenil para o Desenvolvimento do Voluntariado em Moçambique
- APAI - Associação Portuguesa de Aprendizagem Intercultural
- EFIL - European Federation for Intercultural Learning
- EIL - The Experiment in International Living
- ICYE - International Cultural Youth Exchange
- ICYE EA - International Cultural Youth Exchange European Association
- [IC-le] - Instituto Intercultural-lenguas extranjeras  - Argentina

## Ligações Externas
- Site oficial da ABIC
- Site oficial do AFS Intercultural Programs
- Site oficial da AJUDE
- Site oficial da APAI
- Site oficial da EFIL
- Site oficial do EIL
- Site oficial do IC Intercâmbio Cultural
- Site oficial do ICYE
- Site oficial do ICYE EA
- [http://www.intercultural.com.ar  -   Site oficial del Instituto Intercultural-lenguas extranjeras
- Site oficial da Intercultura-AFS Portugal
- Site oficial do AFS Intercultura Brasil: http://www.afs.org.br/